# フランス緊急対応軍団司令部
座標: 北緯50度38分27秒 東経3度02分40秒 / 北緯50.640914度 東経3.044516度
フランス緊急対応軍団司令部（フランス語：Quartier Général du Corps de Réaction Rapide - France、略称：QG CRR-Fr）は、フランス陸軍が2005年7月1日に新編した、北大西洋条約機構や欧州連合の防衛・安全保障任務に参加すべく編成された軍団級の地上軍即応部隊司令部のこと。軍団司令部は北大西洋条約機構の規格に応じて5,000人から60,000人規模の多国籍陸軍部隊を指揮する指揮機関として編制される。命令一下、速やかに準備を整え部隊を世界各地に展開することが求められている。
司令部には400人以上の要員が詰め、13カ国の軍人・文民が参加している。司令部は16世紀にヴォーバン元帥によって設計された、別名「城塞の女王」と称されるリール城塞内（fr:Citadelle de Lille）に置かれている。
フランスは2009年に北大西洋条約機構の軍事機構に復帰したが、核政策の自律性を維持するため核計画部会（NPG）には参加せず、平時においていかなる兵力も北大西洋条約機構の指揮下に配置しないとしており、他の欧州加盟国が編制した同級単位と様相がやや異なっているが、その求められている機能はほぼ同じである。

## 歴史
2005年7月1日、緊急対応軍団司令部が編成される。2007年7月に北大西洋条約機構により高即応部隊に指定される。軍団は戦力投射能力が証明され2008年7月1日から12月31日にかけてNATO即応部隊の地上部隊司令部として第11次待機の任務に就いている。
2009年春に司令部要員の一部（70人）が欧州連合部隊 チャド・中央アフリカ共和国（EUFOR Tchad/RCA）の幕僚として参加する。2010年8月から2011年6月にかけてアフガニスタンに展開している国際治安支援部隊統合司令部の一部に幕僚180人を参加させている。

## 任務
フランス緊急対応軍団は通常フランス軍の管轄下に置かれるも、任務に応じてNATOおよび欧州連合の指揮下におかれ危機に対応する。具体的には司令部は以下のいずれかの役割を与えられる。
- 軍団司令部
- 地上部隊司令部
- 共同統合地上部隊司令部
- NATO即応部隊地上部隊司令部

司令部は待機警報下令後から領域外作戦（OPEX）の戦域調査を実施し、政治的決断2日目から司令部の派遣を準備し、10日以内に実動できる最初の指揮所の開設が求められる。

## 組織
フランス緊急対応軍団は司令部の常設で留められており、軍団長の下で有事の際にフランスを中核とした多国籍軍を指揮する。多国籍司令部でもあるため内部での公用語は英語が使用されている。
司令部には12カ国以上の司令部要員が派遣されておりこれまでに、北大西洋条約機構と欧州連合に加盟しているドイツ連邦共和国、ベルギー王国、ブルガリア共和国、スペイン、ギリシャ共和国、イタリア共和国、オランダ王国、ポルトガル共和国およびルーマニアから、北大西洋条約機構のみ加盟国からはトルコ共和国およびアメリカ合衆国が参加している。
司令部の立地は首都パリ、欧州連合と北大西洋条約機構の本部があるブリュッセル、作戦連合軍最高司令部があるモンス、欧州議会があるストラスブールなどの重要機関との連絡性が良く、意思決定にあたり理想的な場所に置かれている。

## 歴代軍団長
| 代 | 国籍 | 氏名                                 | 着任      | 離任 |
| -- | ---- | ------------------------------------ | --------- | ---- |
|    |      | ジル・フュジエ陸軍中将 Gilles Fugier | 2009年8月 |      |